# Mátraterenye
Mátraterenye – węgierska wieś i gmina w komitacie Nógrád, w powiecie Bátonyterenye.
Powierzchnia gminy wynosi 28,13 km². W styczniu 2011 gminę zamieszkiwało 1861 osób. Gęstość zaludnienia wynosiła 66,16 osób/km².